# Кобылинский, Людвиг Павлович
Людвиг Павлович Кобылинский — советский хозяйственный, государственный и политический деятель, Герой Социалистического Труда.

## Биография
Родился в 1921 году в селе Гризля. Член КПСС.
Участник Великой Отечественной войны. Награждён военными орденами и медалями.
С 1945 года — на хозяйственной, общественной и политической работе. В 1945—1981 гг. — инструктор Приморского райкома ВКП(б), председатель Кировского райисполкома, первый секретарь Кировского райкома партии, первый секретарь Ленинского райкома, первый секретарь Джанкойского горкома Компартии Украины, первый секретарь Джанкойского райкома партии.
Указом Президиума Верховного Совета СССР от 8 апреля 1971 года присвоено звание Героя Социалистического Труда с вручением ордена Ленина и золотой медали «Серп и Молот».
Делегат XXIV съезда КПСС.
Умер после 1985 года.